# 山本さゆりのミュージックパーク
『山本さゆりのミュージックパーク』（やまもとさゆりのミュージックパーク）は、アール・エフ・ラジオ日本（RF）が2011年4月より放送を開始した音楽番組である。

## 概要
かつて、ラジオ関東（1981年に「アール・エフ・ラジオ日本」に社名変更）で放送された「American Top 40」で、音楽評論家で番組DJ湯川れい子のアシスタントとして出演、Bay City Rollersの専属レポーターも務めた、チャッピーこと山本さゆりがDJを務める音楽番組である。
山本は2005年のナイターオフに『ダイ&チャッピーのワールドトップ40』（〝ダイ〟とは鈴木ダイのこと。かつてレギュラー番組を持っていたほか、2010年度はレインコート番組も担当）に出演して以来5年ぶりにラジオ日本に復帰した。
「胸がキューンとしたあのメロディ・・・、忘れられないあの歌声…。青春の輝きを音楽に添えて…。」をキーワードに1960年代から1980年代の洋楽を中心にセレクトして放送する。またリクエストにも随時答える。洋楽が選曲の大半を占める。リクエストについては洋邦問わず受け付けており、邦楽のリクエスト曲がかかることも稀にある。2011年10月からは邦楽専門のコーナーが新設された。

### 2011年4月 - 9月
ナイター期間中は、ラジオ日本ジャイアンツナイターのない土曜と日曜の17:55 - 21:00に放送する（また、レインコート番組としても放送）。17:55からは男性アナウンサーによる挨拶から入り、CMとなるため、17:58からが本編である。
また、ダイナミックナイターに改題した上で、原則RFラインネットを受ける岐阜放送ラジオ・ぎふチャンでも同時ネットされる。ただし、週末に巨人戦デーゲームがある場合、ラジオ日本は本番組を休止し当該試合をナイター枠で録音放送するのに対し、ぎふチャンはラジオ日本からの裏送りで当該試合を生中継するため、本番組の枠では自社制作の「ダッシュ一番歌謡曲」を放送する。また、ぎふチャンでは毎月最終土曜は「EARTH RADIO」を放送するため19:00に飛び乗る。ただし、RFでは曲を流し、19:02から改めてテーマソングと山本の飛び乗り挨拶を設ける。通常編成でも19:02からジングルは入れる形ではあるがその際はテーマソングを流さない。なお、毎回20:00には正時の時報のみ鳴らす。
ナイターシーズンは上記の編成理由によりイレギュラー放送となることもあり、『夏の終わりの大リクエスト祭』『秋の大収穫祭り』などと銘打ってオールリクエストのみの編成となることもある。

### 2011年10月 - 2012年3月
ナイターシーズン中の放送から人気を博していたこともあってか、ナイターオフにも放送されることが決まった。ナイターオフシーズンは、『サンデーサウンドスポーツ』『映画音楽大全集』の後枠で毎週日曜のみの放送となる。
2011年10月9日より、毎週日曜18:00 - 21:00に放送される。これに伴い、大体18:40 - 18:47頃に読売新聞ニュースと天気予報、1422ラジオ日本交通情報が挿入されることとなった。この枠は関東ローカルとなるため、ぎふチャンではこの時間帯に「井上あずみ こどもチャンネル」が挿入される。
10月16日は、ラジオ日本では録音ナイター中継のため休止となり、ぎふチャンのみ放送。「なんてったってローラーズ」は内容変更にて対応となる。
12月4日 - 25日の全4回は20:45 - 21:00の枠で箱根駅伝関連番組『タスキでつなぐ青春の200キロ　―箱根駅伝への道―』放送のため15分短縮される。

### 2012年4月 -
番組改編で放送は継続されるが、ナイター中継のレインコート番組扱いではなくなり、月曜27:00 - 28:00（ラジオ日本 深夜の解放区）にて「アンコーの朝まで待てない!」の後枠で放送されることになったことを2012年3月18日に公表した。また翌週にはリスナーからの質問に応える形でぎふチャンでの放送終了を発表した。
なお、邦楽が取り上げられることはなくなった。その一方で場合によりけりではあるものの90年代以降のリクエストに答えることもある。

### 2017年4月 -
2017年4月より放送時間を土曜20:00 - 21:00に移動。原則として毎週土曜日の番組として放送されることになった。なお、ナイターオフにも同時間で放送される。また、ぎふチャンでの同時ネットも再開された。

## テーマソング
オープニング
「サタデイ・イン・ザ・パーク」（シカゴ）-2021年3月27日、2022年4月2日-
「サタデー・ナイト」（ベイ・シティ・ローラーズ）2021年4月3日-2022年3月26日
エンディング
「オールド・デイズ」（シカゴ）-2021年3月27日
「想い出に口づけ」（ベイ・シティ・ローラーズ）2021年4月2日-

## レギュラーコーナー
2011年4月 -
- 日本語タイトル分析コーナー
日本語タイトルの訳として適切な曲と日本語タイトルの訳として無理がある洋楽の曲をそれぞれ1曲、計2曲を紹介するコーナー。
- 特集コーナー
- What's New?（新譜紹介）
- 胸キュンアイドル
- A song for you

2011年10月 -
- What's New?（18:30頃）
オールディーズ中心の当番組で唯一新譜がかかるコーナー。
- ローカル差し替え枠（18:40 - 18:49）
枠調整のため、RFのみ交通情報後にインストナンバーと山本のコメントを挿入する
- あのとき君は若かった（19:00頃）
1955年 - 1980年の中から、毎週1つの年を取り上げ、その年にヒットした楽曲をかけるコーナー。
- 特選私の1曲（19:20頃）
洋楽が大半を占める当番組にあって唯一の邦楽専門コーナー。山本がお気に入りの邦楽の曲を毎週1曲取り上げる。
- なんてたってローラーズ（19:50頃）
「胸キュンアイドル」から発展したコーナー。山本が愛してやまないベイシティローラーズの楽曲を毎週アルファベット順に1曲ずつかけるコーナー。
- 特集コーナー（20:00頃）
- A song for you（20:45頃）
毎週1つの楽曲を取り上げ、その楽曲の訳詞を山本が紹介してから曲をかける。

2012年4月 -
1時間枠になったため、ほとんどのコーナーは終了した。
- What's New?（27:20頃）
- A song for you（27:45頃）

## ゲスト
- 島敏光（2011年12月18日、『あのとき君は若かった』に出演）
- 森井嘉浩（2012年3月11日、音楽ジャーナリスト）
- タブレット純（2022年12月31日、前枠『タブレット純　音楽の黄金時代』とコラボ企画。山本は音楽の黄金時代のゲスト出演。）